# Pistolet maszynowy Austen
Mark I Austen (Australian Sten – australijski Sten) – pistolet maszynowy kalibru 9 mm wzorowany na brytyjskim pm Sten, produkowany w Australii w latach 1942–1945, pozostał na wyposażeniu wojsk australijskich do 1966.

## Historia

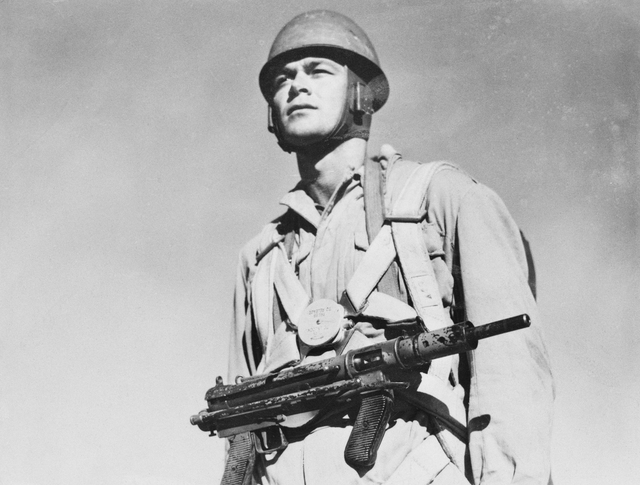
Australijski spadochroniarz z pistoletem maszynowym Austen

Konstruktorem tego, chronologicznie drugiego (po pm Owen), australijskiego pistoletu maszynowego był Urrare Riddel, który w swoich pracach wzorował się na brytyjskim Stenie oraz na niemieckim MP 38. Pod koniec 1941 przedstawił on służbom uzbrojenia prototyp broni nazwanej Austen (od połączenia słów „Australia” i „Sten”).
Pomimo że pistoletu nie wprowadzono oficjalnie do uzbrojenia Australian Army, to zamówiono jej większą ilość i dostarczono na front. Broń ta, dzięki swojej niezawodności, wypadała dobrze na tle zagranicznych konstrukcji.

## Produkcja
Producentem pistoletu były firmy Diecasters Ltd. z Melbourne oraz W.T Carmichael Ltd z Sydney. Od czerwca 1942 do marca 1945 wyprodukowały one około 20 tysięcy Austenów.

## Konstrukcja
Austen był bronią samoczynno-samopowtarzalną, wykorzystującą odrzut zamka swobodnego. Pistolet był zasilany z 28 nabojowego magazynka pudełkowego, podłączonego z lewej strony pistoletu. Była to wyraźna modyfikacją w stosunku do Stena, którego 32 nabojowy magazynek często się zacinał. W odróżnieniu od Stena metalowa kolba Austena była składana pod spód komory zamkowej i Austen miał dwa chwyty pistoletowe, wyposażony był także w przełącznik rodzaju ognia (pojedynczy lub seryjny).
Ulepszona wersja Mark II Austen była wyposażona w specjalnie zmodyfikowany bagnet, zakładany na hamulec wylotowy lufy; ta seria została wyprodukowana w ilości tylko 200 egzemplarzy.
Austen nie był popularną bronią i niezbyt nadawał się do walk w dżungli, australijscy żołnierze preferowali inny pistolet maszynowy rodzimej produkcji – Owen.